# Лаокоон (Ель Греко)
Лаокоон (Ель Греко)(англ. Laocoön (El Greco) ) — картина на міфологічну тему, котру створив художник Ель Греко ( 1541—1614 ).

## Опис твору
На скельному узвишші точиться боротьба старого Лаокоона зі змією. Знесилений боротьбою, він упав і останнім зусиллям намагається відірвати від себе змію, що кусає його за голову. Але зусилля старого марні і смерть неминуче прийде, як вона вже прийшла до одного з синів Лаокоона. Художник досить красиво поклав мертве тіло цього сина поряд із ще живим Лаокооном головою до глядачів. Старий жрець із Трої зовнішньо надто схожий на апостола Петра, образ котрого так часто створював художник в зрілі роки. Ліворуч художник подав ще одного сина, що теж борсається зі змієм.
Ель Греко довго розробляв композицію картини, про це свідчать незакінчені її фрагменти у різних кутах картини. Якщо прибрати незрозумілі постаті праворуч, композиція втратить рівновагу, а кут праворуч стане неприємно порожнім. Ель Греко додав дві постаті, що врівноважило композицію, але додало загадку. Нема ніяких натяків, хто це ( можливо Аполлон і Артеміда ? ).
Дослідики навіть сперечаються, скільки тих постатей — дві чи три. Насправді постатей дві. Зайва голова одної з фігур була зафарбована самим художником і агресивно відкрита реставраторами у 20 ст. для підтвердження оригінальності картини. Це лише зайвий доказ пошуків художника на самому полотні вдалого розташування фігур ( на полотні, а не на підготовчому ескізі, котрого, ймовірно, ніколи не було). Фігури праворуч трактують по різному. Одні вбачають в них грецьких богів, що байдуже спостерігають за покаранням Лаокоона, котрий пішов проти волі богів і намагався врятувати рідну Трою і троянців від загибелі. Інші вбачають в двох фігурах праворуч — Адама і Єву, бо крайню фігуру праворуч трактують як жіночу.
Живий кінь перед брамою міста — натяк на велетенського дерев'яного коня, що залишений загарбниками греками, аби обдурити довірливих мешканців міста. Драматичну композицію довершує тривожне, розбурхане небо.

## Лаокоон Ель Греко як комплект символів
Ель Греко був видатним представником стилю маньєризм. Засвоївши правдоподібність відтворення образів на площині, маньєристи приділяли надалі увагу не стільки постійному спостереженню за натурою (і перенесенню спостережень у картини), скільки розвитку власної уяви і праву художника на виправлення, зміни натури (майже до будь-яких деформацій). Все заради надтого впливу на уяву глядачів. Мета — здивувати незвичним, химерним, вигадливим, продемонструвати ерудицію і вкотре довести власну віртуозність.
Все це було добре засвоєне Ель Греко ще у Італії і отримало повний розвиток у Іспанії. Низка релігійних образів художника створена саме за уявою митця, тривожною і незаспокійливою навіть після довгих молитов. Візіонерство взагалі було притаманно митцю, а містичні і апокаліптичні настрої почали переважати в Іспанії як у його уяві, так і у його творчості. Містичний, тривожний настрій присутній і в нерелігійній за сюжетом картині «Лаокоон». Досить порівняти цю картину з пізніми творами митця на релігійну тематику ( Апокаліпсис, «Знімання п'ятої печатки», Музей мистецтва Метрополітен, США.)
Інша складова картини — постійне використання символів, цього разу нехристиянських і нерелігійних. Живий кінь перед брамою міста — натяк на велетенського дерев'яного коня і видсилання уяви глядачів до міфа про Троянську війну. В картині Ель Греко символічним є навіть зображення міста Толедо, що виступає з волі Ель Греко уособленням старовинної Трої. Можливо, це ще один натяк Ель Греко на міфічних засновників міста Толедо, котрі нібито прибули із загиблої Трої до Іспанії.

## Галерея фрагментів картини

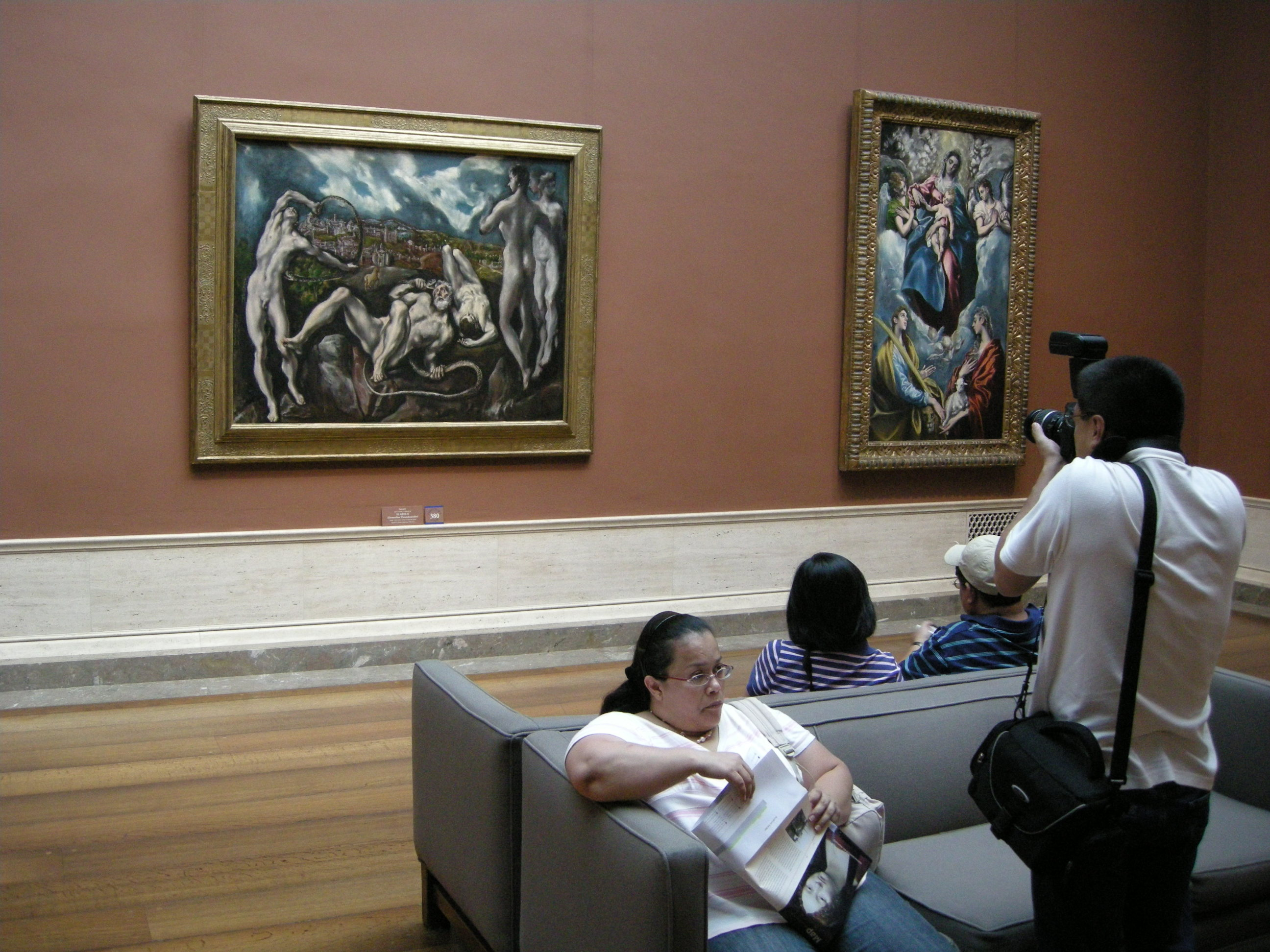
Зала експонування картини у місті Вашингтон

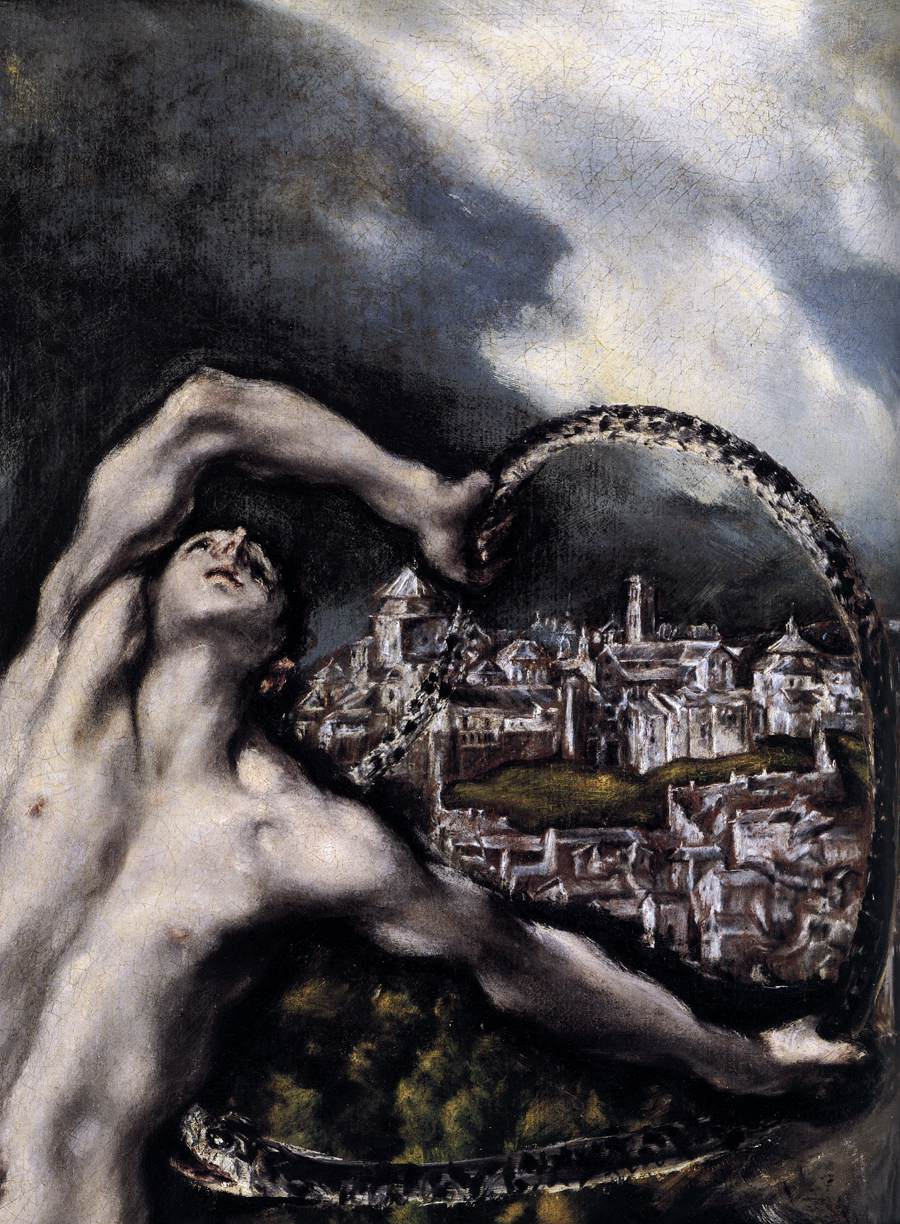
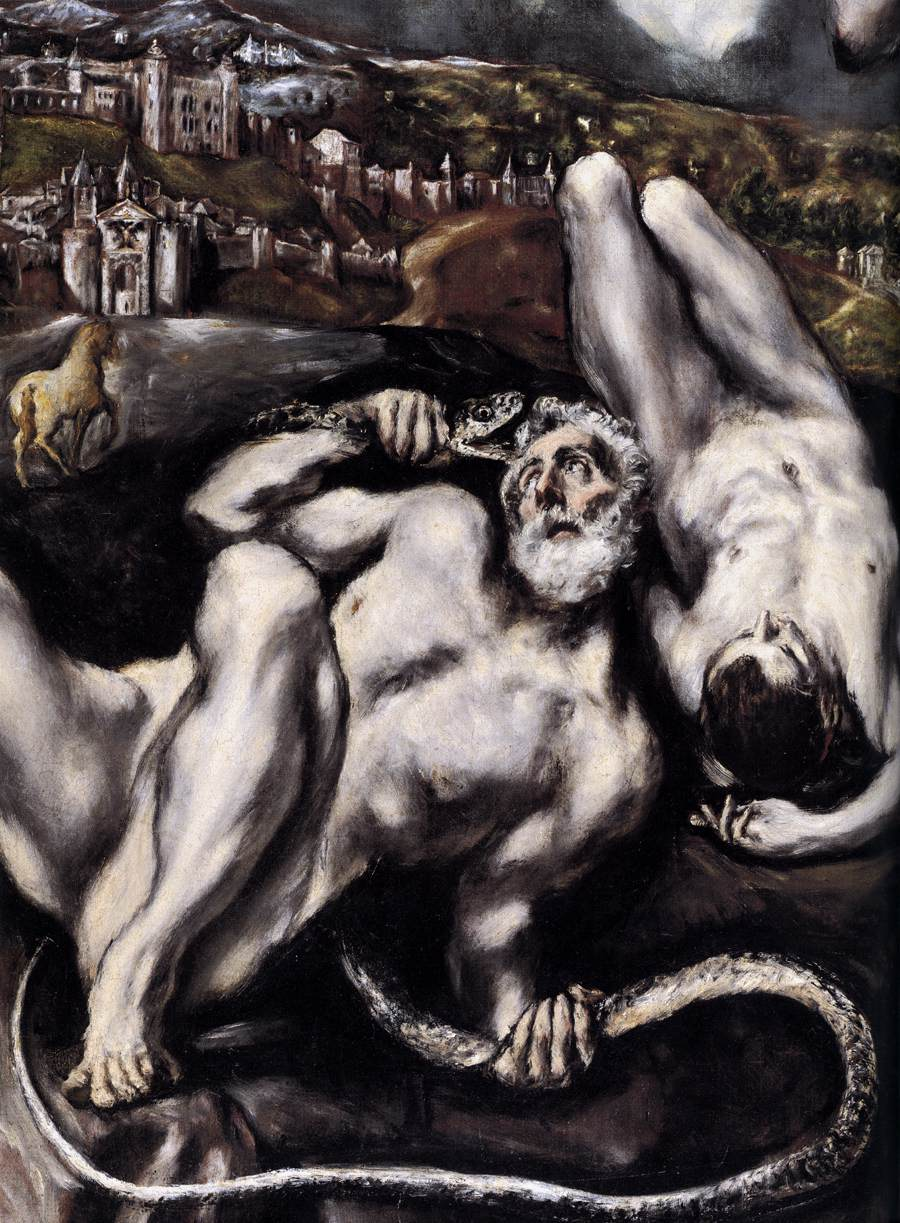
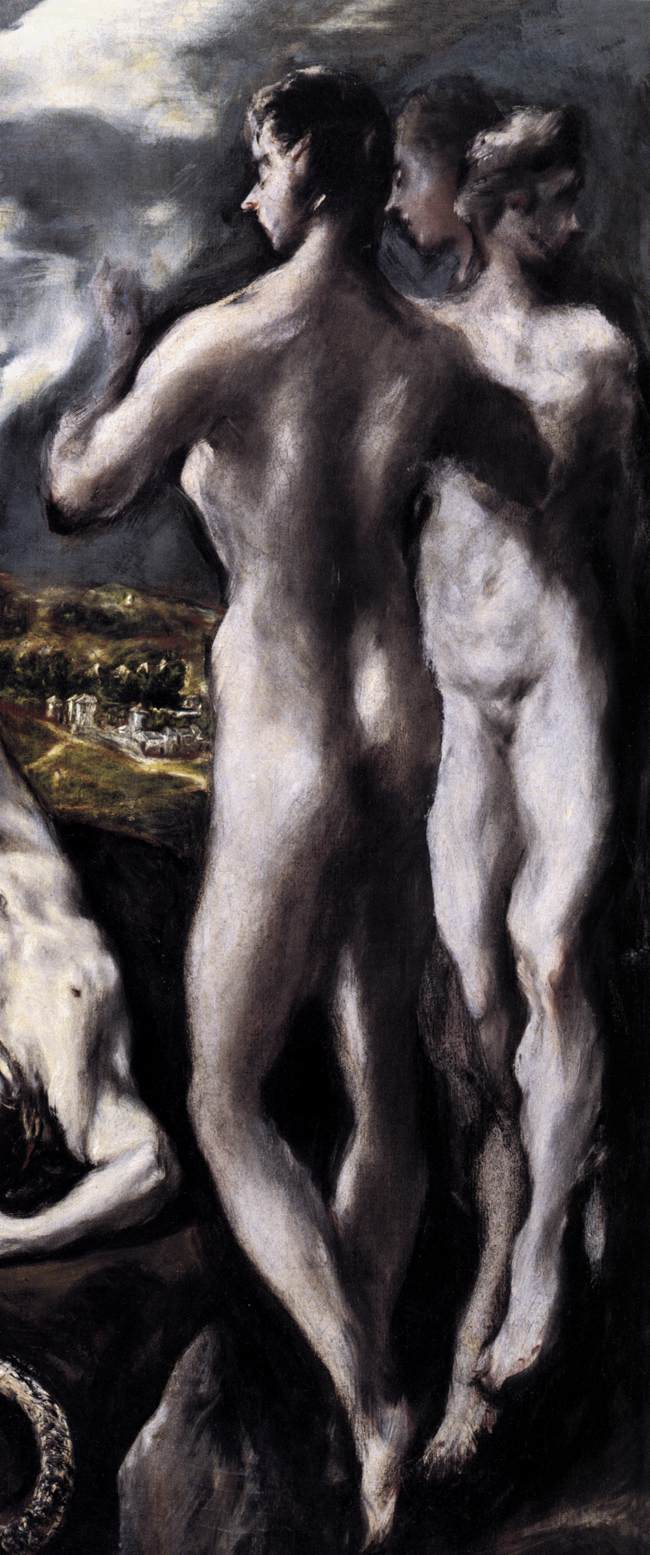
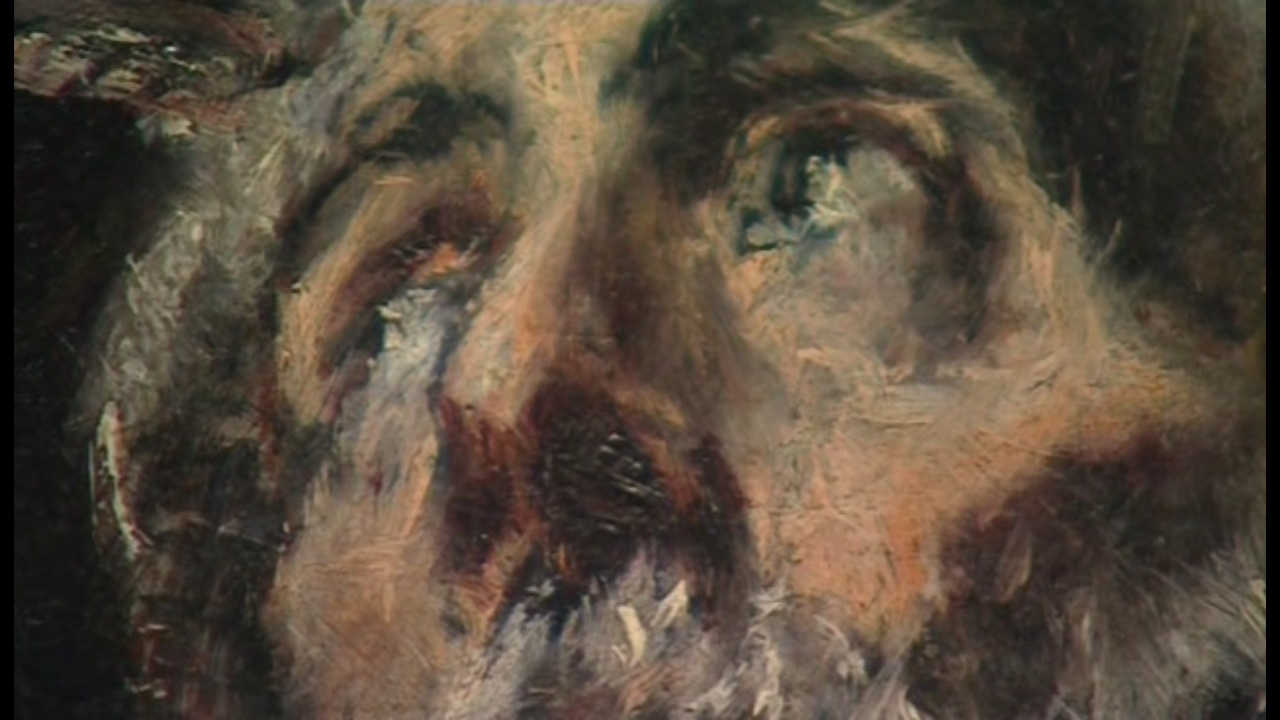